# Hero (песня Шарлотты Перелли)

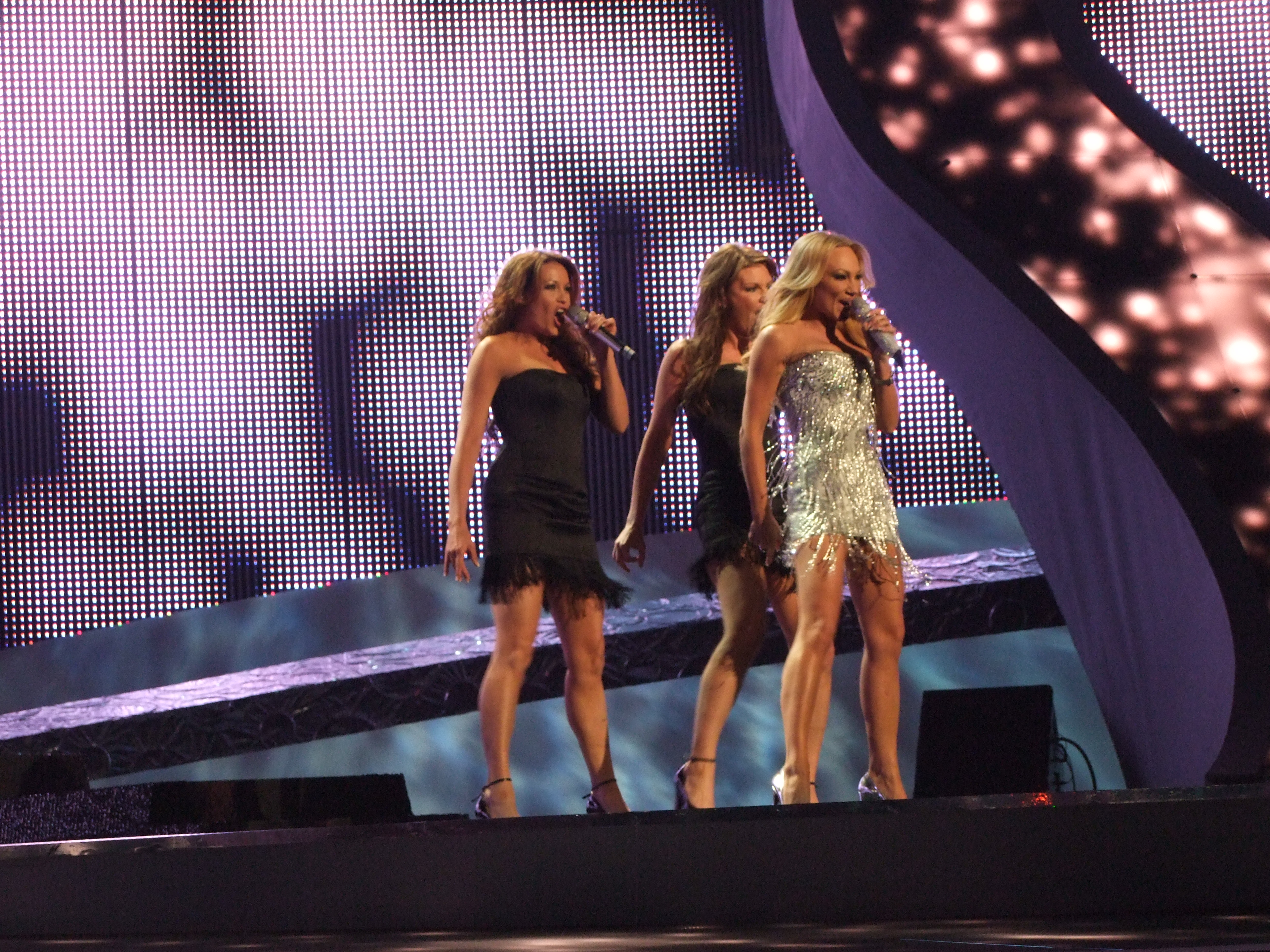
Выступление Шарлотты во втором полуфинале Евровидения

Hero (Герой) — песня, с которой 22 мая 2008 года Шарлотта Перелли представила Швецию на Евровидении-2008.

## Список композиций
1. Hero (2:56)
2. Hero (инструментальная версия) (2:56)

## Видеоклип
14 апреля 2008 года в Стокгольме был снят видеоклип на песню «Hero». 7 мая он был официально выпущен.

## Чарты
| Страна                  | Высшая позиция |
| ----------------------- | -------------- |
| Финляндия               | 18             |
| Швеция                  | 1              |
| Дания                   | 24             |
| Швейцария               | 65             |
| Норвегия                | 20             |
| Венгрия                 | 4              |
| Европа, Top200          | 137            |
| Top-25 Евровидения 2008 | 18             |